# Преступление (телесериал, 2021)
«Преступление» (англ. Crime) — британский телесериал, экранизация одноимённого романа шотландского писателя Ирвина Уэлша (первая адаптация произведений Уэлша в формате сериала). Премьера первого сезона состоялась 18 ноября 2021 года на стриминговой платформе BritBox, впоследствии второй сезон вышел 21 сентября 2023 года на ITVX. Главные роли исполнили Дугрей Скотт и Джоанна Вандерхам.
В ноябре 2023 роль детектива Леннокса принесла Дугрею Скотту международную премию «Эмми» в категории «лучший актёр».

## Сюжет
Шотландский детектив Рэй Леннокс, страдающий от кокаиновой зависимости и алкоголизма, расследует дело о похищении школьницы Бритни Хэммил. Его предыдущий напарник Роджерс вышел на пенсию и уехал во Флориду, и в этом деле его напарницей становится Аманда Драммонд, с которой Рэю тяжело найти общий язык. Расследование приводит их к преступнику, известному как Кондитер, который на данный момент уже сидит в тюрьме.

## В ролях
- Дугрей Скотт — детектив-инспектор Рэй Леннокс
- Джоанна Вандерхам — детектив-сержант Аманда Драммонд
- Кен Стотт — шеф полиции, суперинтендант Роберт «Боб» Тоул
- Лора Фрейзер — Салли Харт
- Джон Симм — Гарет Хорсборо
- Джейми Сивес — детектив-инспектор Даги Гиллман (1-й сезон)
- Анджела Гриффин — Труди Лав, невеста Рэя (1-й сезон)
- Брайан Маккарди — Норри Эрскин, актёр-неудачник (2-й сезон)
- Стюарт Мартин — Стюарт Леннокс, брат Рэя (1-й сезон)
- Иэн Ханмор — Томми Лаугран, свидетель похищения (1-й сезон)
- Юэн Стюарт — Джон Леннокс, отец Рэя (1-й сезон)

## Связь с другими произведениями
Роман «Преступление» Уэлша является продолжением другой его книги под названием «Дерьмо». В свою очередь, эта книга получила кино-адаптацию — фильм «Грязь» вышел в 2013 году. В данном фильме также появляются Леннокс, Аманда Драммонд, Боб Тоул и Даги Гиллман, которых сыграли Джейми Белл, Имоджен Путс, Джон Сешнс и Брайан Маккарди соответственно. Маккарди впоследствии также снялся в «Преступлении», на этот раз в роли Норри Эрскина.

## Критика
Анита Сингх в статье для газеты The Daily Telegraph высоко оценила актёрскую игру Скотта, которая выносит сериал за рамки типичного полицейского процедурала, отмечая при этом, как актёр «умудряется передать эмоциональную хрупкость персонажа и цену, которую приносит его работа». Люси Манган в рецензии для The Guardian написала, что Уэлш «раздвинул границы того, что мы обычно видим в проблемном детективе в таких шоу». Кэрол Миджли в The Times отметила, как Уэлшу удалось найти юмор посреди ужаса в этом сериале.
Шон О’Грэйди из The Independent отозвался о сериале следующим образом: «он на удивление клиширован, но все же представляет собой весьма смотрибельную детективную драму, откровенно говоря, потому, что он даёт зрителям то, чего мы хотим».